# Catron County
Catron County ist ein County im Westen des Bundesstaates New Mexico der Vereinigten Staaten.
Das County hat 3725 Einwohner und ist mit einer Fläche von 17.946 Quadratkilometern das flächenmäßig größte im Bundesstaat. Der Verwaltungssitz (County Seat) ist Reserve.

## Geographie
Flüsse im County sind der Tularosa River, der San Francisco River und der West Fork Gila River. Fast das ganze County liegt im Gila National Forest.
Die Fläche des Countys beträgt 17.946 Quadratkilometer; davon sind 3 Quadratkilometer (0,02 Prozent) Wasserflächen. Das County grenzt im Uhrzeigersinn an die Countys: Cibola County, Socorro County, Sierra County, Grant County, Greenlee County (Arizona) und Apache County (Arizona).

## Geschichte
Der Name geht zurück auf Thomas B. Catron, der 1912 als erster US-Senator den jungen Bundesstaat New Mexico in Washington vertrat.
Im County liegt ein National Monument, das Gila Cliff Dwellings National Monument. Elf Bauwerke und Stätten des Countys sind insgesamt im National Register of Historic Places eingetragen (Stand 16. Februar 2018).

## Demografische Daten

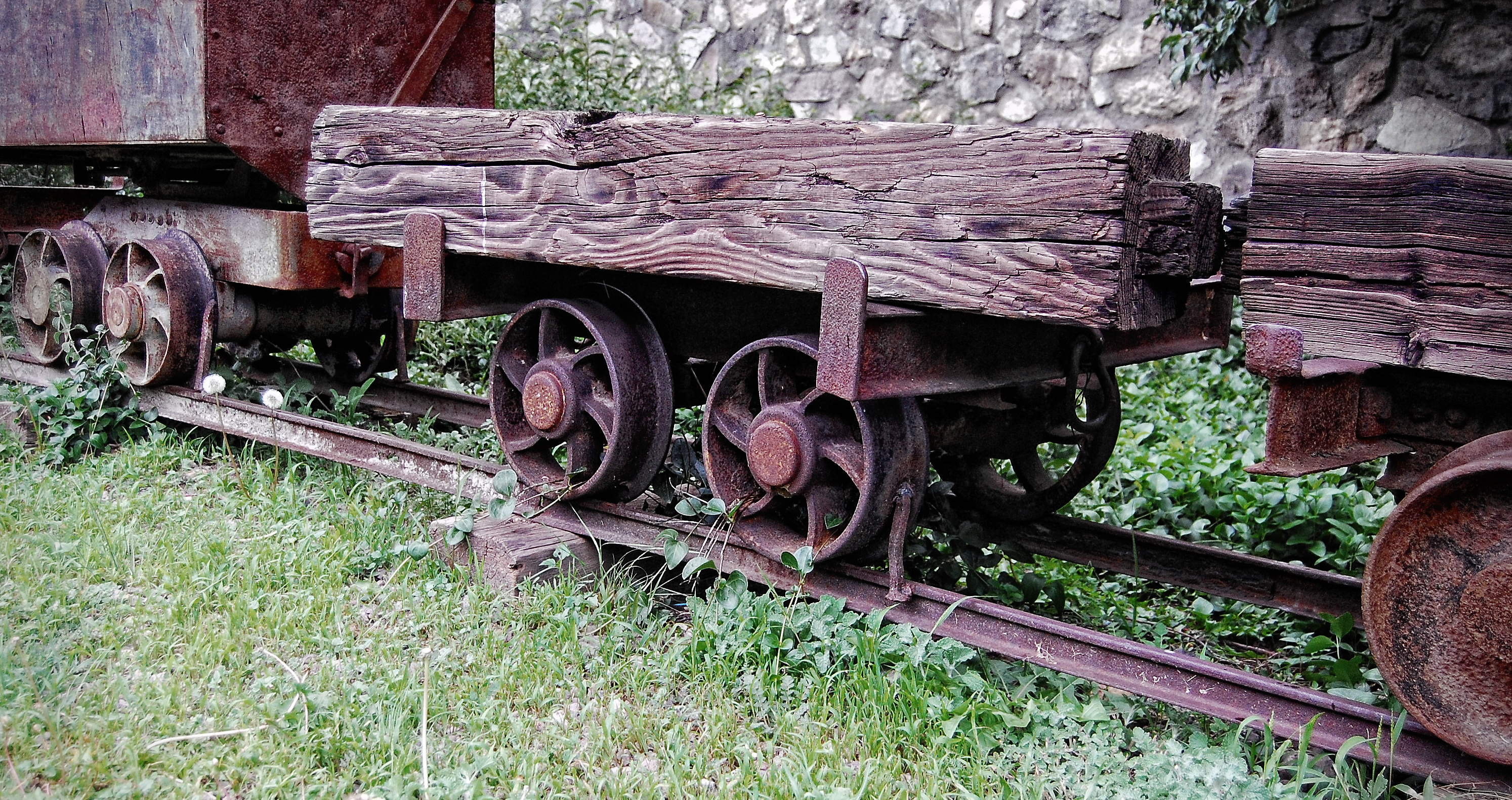
Alte Minenwagen

Nach der Volkszählung im Jahr 2000 lebten im County 3.543 Menschen. Es gab 1.584 Haushalte und 1.040 Familien. Die Bevölkerungsdichte betrug weniger als 1 Einwohner pro Quadratkilometer. Ethnisch betrachtet setzte sich die Bevölkerung zusammen aus 87,75 % Weißen, 0,28 % Afroamerikanern, 2,20 % amerikanischen Ureinwohnern, 0,68 % Asiaten, 0,06 % Bewohnern aus dem pazifischen Inselraum und 5,42 % aus anderen ethnischen Gruppen; 3,61 % stammten von zwei oder mehr ethnischen Gruppen ab. 19,16 % der Bevölkerung waren spanischer oder lateinamerikanischer Abstammung.
Von den 1.584 Haushalten hatten 22,30 % Kinder und Jugendliche unter 18 Jahre, die bei ihnen lebten. 55,40 % waren verheiratete, zusammenlebende Paare, 7,60 % waren allein erziehende Mütter. 34,30 % waren keine Familien. 30,10 % waren Singlehaushalte und in 11,40 % lebten Menschen im Alter von 65 Jahren oder darüber. Die Durchschnittshaushaltsgröße betrug 2,23 und die durchschnittliche Familiengröße lag bei 2,75 Personen.
Auf das gesamte County bezogen setzte sich die Bevölkerung zusammen aus 21,10 % Einwohnern unter 18 Jahren, 4,20 % zwischen 18 und 24 Jahren, 19,50 % zwischen 25 und 44 Jahren, 36,40 % zwischen 45 und 64 Jahren und 18,80 % waren 65 Jahre alt oder darüber. Das Durchschnittsalter betrug 48 Jahre. Auf 100 weibliche Personen kamen 104,70 männliche Personen, auf 100 Frauen im Alter ab 18 Jahren kamen statistisch 101,70 Männer.
Das jährliche Durchschnittseinkommen eines Haushalts betrug 23.892 USD, das Durchschnittseinkommen der Familien betrug 30.742 USD. Männer hatten ein Durchschnittseinkommen von 26.064 USD, Frauen 18.315 USD. Das Prokopfeinkommen betrug 13.951 USD. 24,50 % der Bevölkerung und 17,40 % der Familien lebten unterhalb der Armutsgrenze. 39,60 % davon waren unter 18 Jahre und 14,90 % waren 65 Jahre oder älter.

## Orte im Catron County
Im Catron County liegt eine Gemeinde, die den Status einer Village besitzt. Zu Statistikzwecken führt das U.S. Census Bureau 13 Census-designated places, die dem County unterstellt sind und keine Selbstverwaltung besitzen. Diese sind wie die Unincorporated Communities gemeindefreies Gebiet.
Villages
| - Reserve |

Census-designated places
| - Apache Creek - Aragon - Clairmont - Cooney - Cruzville | - Datil - Glenwood - Luna - Mogollon - Pie Town | - Pleasanton - Quemado - Red Hill |

andere Unincorporated Communities
| - Alma - Old Horse Springs - San Francisco Plaza |